# Superliga da Colômbia de Futebol de 2021
A Superliga da Colômbia de 2021 (oficialmente Superliga Betplay 2021, por questões contratuais de patrocínio) foi a décima edição do torneio. Uma competição colombiana de futebol, organizada pela Divisão Maior do Futebol Colombiano (DIMAYOR) que reuniu as equipes campeãs da Liga Betplay I e II do Campeonato Colombiano do ano anterior. Como em 2020 só se disputou um torneio devido à pandemia de COVID-19, as equipas que jogaram foram as duas finalistas do campeonato do ano anterior. A competição foi decidida em dois jogos, disputados em 5 e 20 de outubro de 2021.
O Santa Fe corou-se tetracampeão da Superliga depois de vencer o América de Cali por 5–3 no placar agregado dos dois jogos.

## Participantes
| Clube           | Cidade | Classificação                                             | Participação |
| --------------- | ------ | --------------------------------------------------------- | ------------ |
| América de Cali | Cáli   | Campeão do Campeonato Colombiano de 2020                  | 2ª           |
| Santa Fe        | Bogotá | Melhor classificado na temporada 2020 e vice-campeão 2020 | 4ª           |

## Regulamento
Os times participantes disputaram um "mata-mata" pelo título da Superliga de 2021 em partidas de ida e volta. Em caso de empate em pontos ao final dos dois jogos, a definição do campeão seria no saldo de gols, e caso fosse necessário, na disputa por pênaltis.

## Partidas
| 9 de outubro de 2021 | América de Cali   | 1 – 2  | Santa Fe                                  | Cáli                                                |  |
| 19:45                | Carlos Sierra 26' | Súmula | Jhon Velásquez 55' · Jorge Luis Ramos 81' | Estádio: Pascual Guerrero Árbitro: Alexadner OsPINA |  |

| 20 de outubro de 2021 | Santa Fe                                  | 3 – 2 (5–3 agr.) | América de Cali          | Bogotá                                            |  |
| 20:20                 | Pedroza 34' · Velásquez 47' · Dinolis 78' | Súmula           | Sierra 12' · Ramos 90+2' | Estádio: Estádio El Campín Árbitro: Wilmar Roldán |  |

Santa Fe venceu por 5–3 no agregado.

## Premiação
| Superliga da Colômbia de 2021 |
| ----------------------------- |
| Santa Fe Campeão (4.º título) |